# Pirok
Pirok o Kraut Pirok es una comida típica de los alemanes del Volga, que fue introducida en Argentina, Canadá y los Estados Unidos por esta corriente inmigratoria.
Se compone de una masa elaborada con levadura en forma de "bolsillo". Esta masa se suele rellenar de carne de vaca (generalmente elaborada con relleno de carne picada), col o Sauerkraut (repollo agrio o "chucrut"), cebollas, y diversas salsas. Suelen cocinarse al horno con diversas formas: media luna, de forma rectangular, redonda, en forma de bollo, cuadrada o triangular. 

## Variedades regionales
En Nebraska se elabora en formas rectangulares. Los Pirok de Kansas son de forma muy parecida a la de un bollo. Y en Argentina se hacen de esa manera, o con forma de empanada, algo así como una empanada de Sauerkraut (chucrut).
En el mes de julio, en Argentina se lleva a cabo la "Fiesta del Pirok", en Crespo, Provincia de Entre Ríos.

## Denominación
En Argentina se conocen como los Pirok, o Kraut Pirok; esta última acepción se pronuncia /Kráut Pírok/. En Norteamérica pueden llamarse como Bierock, bieroch, beerock, berrock, bierox y beerrock, indistintamente, manteniendo igual pronunciación. Según algunas teorías, el término utilizado en Norteamérica podría derivar de börek, de origen turco.

### Historia
El término Pirok proviene de la palabra rusa pirogi o pirozhki, y es el nombre en ruso que se le da a cualquier tipo de pan que tiene carne picada cocinada en su interior. La palabra Kraut, que puede estar presente o no, es alemana, y significa repollo, una alusión al chucrut. La receta pasó de generación en generación y llegó hasta la parte central y este de Estados Unidos (particularmente a Kansas y Nebraska), a Canadá, y a Argentina. En Argentina es casi exclusivo de las colonias de alemanes del Volga asentadas por diversos territorios del país, principalmente en colonias o aldeas del centro-sur y del suroeste del interior de la Provincia de Buenos Aires (ejemplo: Colonia Hinojo y Santa Trinidad o "Colonia 1"), Provincia de Entre Ríos (ejemplos: Puerto Alvear o Aldea Spatzenkutter y en otras colonias del mismo origen y procedencia.